# Petr Pavel
Petr Pavel (tiếng Séc phát âm: [ˈpɛtr̩ ˈpavɛl], sinh ngày 1 tháng 11 năm 1961) là một chính tri gia và cựu tướng lĩnh quân đội người Séc, hiện là đương kim Tổng thống Cộng hoà Séc. Ông từng giữ chức Chủ tịch Ủy ban Quân sự NATO trong giai đoạn từ 2015 đến 2018 và Tổng tư lệnh Quân đội Cộng hòa Séc từ 2012 đến 2015.
Trong cuộc bầu cử tổng thống Cộng hòa Séc 2023, ông đã giành chiến thắng trước cựu thủ tướng Séc Andrej Babiš với tỉ lệ phiếu bầu lần lượt là 58,32% và 41,67%, trở thành tổng thống được dân bầu cử trực tiếp thứ hai trong lịch sử Cộng hòa Séc. Ông kế nhiệm tổng thống sắp mãn nhiệm Miloš Zeman vào ngày 9 tháng 3.